# Edvin Larsson
Gustav Edvin Larsson (* 24. Januar 1925 in Burträsk, Schweden; † 4. April 2009 in Uppsala, Schweden) war ein schwedischer Theologe.
Larsson veröffentlichte 1962 Christus als Vorbild und wurde damit zum Dr. theol. promoviert. Er war ab 1962 Dozent an der Universität Uppsala und dann von 1966 bis 1992 Professor an der MF Norwegian School of Theology. Ab 1986 war er Mitglied der Norwegischen Akademie der Wissenschaften.